# Alexandra (film, 2007)
Pour les articles homonymes, voir Alexandra.
Pour plus de détails, voir Fiche technique et Distribution.
Alexandra (Александра) est un film russe réalisé par Alexandre Sokourov, sorti en 2007.

## Synopsis
La Tchétchénie à l'heure actuelle, dans un campement de régiment russe. Alexandra Nikolaevna y passe quelques jours pour voir son petit-fils, l'un des meilleurs officiers de son unité. Elle y découvre un autre univers, une vie faite de misère et d'absence de sentiments. À moins que les forces et le temps ne manquent pour ces derniers. Ici, chaque jour, chaque minute, des questions de vie ou de mort se résolvent. Malgré tout, ce monde reste peuplé d'humains.

## Fiche technique
- Titre : Alexandra
- Titre original : Александра
- Réalisation : Alexandre Sokourov
- Scénario : Alexandre Sokourov
- Production : Andrey Sigle et Laurent Daniélou
- Société de production : Proline-Film, Rezo Films
- Musique : Andrey Sigle
- Photographie : Aleksandr Burov
- Montage : Sergey Ivanov
- Décors : Dmitry Malich-Konkov
- Costumes : Lidiya Kryukova
- Pays de production : Russie
- Langues : russe, tchétchène
- Format : Couleurs
- Genre : Drame, guerre
- Durée : 92 minutes
- Dates de sortie : 
  - France : 24 mai 2007 (Sélection officielle du 60e Festival de Cannes 2007)
  - France : 26 septembre 2007 (France)

## Distribution
- Galina Vichnevskaïa : Alexandra Nikolaïevna
- Vassili Chetvtsov
- Raïssa Gitchaïeva
- Evguéni Tkatchouk
- Andreï Bogdanov
- Roustam Chakhguireïev
- Alexeï Neïmychev
- Alexandre Alechkine
- Alexandre Peredkov
- Alexandre Oudaltsov
- Maxime Fomine
- Konstantin Gaïdouk
- Sergueï Makarov

## Distinctions
Le film a été présenté en sélection officielle en compétition au Festival de Cannes 2007.